# Secundus de Trente
Secundus de Trente ou Secundus de Non (mort en 612) est un ecclésiastique et historien italien. Il a rédigé une histoire des Lombards qui a inspiré  Paul Diacre pour la rédaction de son Historia Langobardorum.

## Biographie
Secundus est probablement originaire de Trente en Italie, ou de val di Non, vallée à proximité.
Secundus est mentionné une première fois dans les lettres du pape Grégoire Ier en janvier 596, époque à laquelle il sert comme diacre de l'exarchat de Ravenne auprès de l'archevêque Marinianus. Le pape lui demande d'agir en tant que diplomate entre le roi lombard Agilulf (590-616) et l'exarque.
Vers 600, nommé abbé, Secundus se rend à la cour du roi lombard, où le pape Grégoire correspond avec lui en 603. Secundus est nommé parrain du prince Adaloald à peu près en cette année

## Œuvres
Secundus est surtout connu pour son Historiola, une histoire des Lombards. Selon certains commentaires, il avait une connaissance approfondie des premiers chefs lombards, mais ignorait où ils vivaient en Italie. Paul Diacre s'est servi de son travail pour rédiger son Historia Langobardorum, surtout sur la ville de Trente en Italie et la cour d'Agilulf.